# Загибель ескадри (фільм)
«Загибель ескадри» (рос. «Гибель эскадры») — український радянський художній фільм кіностудії ім. Олександра Довженка 1965 року за мотивами однойменної п'єси О. Є. Корнійчука. Режисер: Володимир Довгань.

## Сюжет
Літо 1918 року. За вказівкою уряду РРФСР на чолі з Леніним Чорноморський флот колишньої Російської імперії (за фактом — флот Військово-морських сил УНР) має бути затоплений, щоб не потрапити в підпорядкування УНР та німецького військового командування…

## У ролях
- Борис Ліванов
- Світлана Коркошко
- Микола Гринько
- Георгій Мартинюк
- Геннадій Юхтін
- Олександр Ханов
- Лесь Сердюк
- Комітетники: Леонід Данчишин, А. Доценко, Станіслав Малганов, Микола Пішванов, Віктор Поліщук, Сергій Сібель, І. Сидоренко, В. Хорошко
- В епізодах: Володимир Дальський, А. Король, Сергій Курилов, Василь Фущич, Юрій Ступаков, Е. Коваленко, С. Пластун, Давид Яновер

## Творча група
- Автор сценарію: Олександр Корнійчук
- Режисер-постановник: Володимир Довгань
- Оператор-постановник: Вадим Верещак
- Художник-постановник: Вульф Агранов
- Композитор: Юрій Щуровський
- Звукооператор: Леонід Вачі
- Режисер: Олександр Козир
- Оператор: М. Сергієнко
- Художник по костюмах: Н. Кибальчич
- Декорації: Олександр Лісенбарт
- Художник по гриму: Яків Грінберг
- Режисер монтажу: Доллі Найвельт
- Комбіновані зйомки: художник — Г. Лукашов, оператор — Франціск Семянников
- Державний симфонічний оркестр УРСР, диригент — Стефан Турчак
- Хорова капела Українського радіо, хормейстр — Юрій Таранченко
- Зразково-показовий оркестр штабу КВО, диригент — підполковник Еміль Маркус
- Консультанти: віце-адмірал М.І. Смирнов, генерал-лейтенант М.С. Осликовський, капітан 1-го рангу Г.А. Бутаков
- Директор картини: Давид Яновер